# LALAガーデンつくば
三井ショッピングパーク・LALAガーデンつくば（みついショッピングパーク・ララガーデンつくば）は、かつて茨城県つくば市小野崎に所在した、三井不動産商業マネジメント運営の郊外型ショッピングセンターである。

## 概要
首都圏新都市鉄道（つくばエクスプレス）の開通を翌年に控え、沿線における大規模マンション開発が進み、人口の増加が見込まれるつくば市の中心部（センター地区）にほど近い、同市小野崎の国道408号線沿いに、三井不動産が開発にあたるライフスタイルパークとしては2施設目として、2004年3月19日にオープンした。
核店舗としてカスミの新業態である高級スーパー「グラン・プルシェ」と、アカチャンホンポが当時としては茨城県内最大の店舗面積で出店した。また、同年6月からサークル活動「LALAクラブつくば」を開始し、そのためのスペースもSCに設けた。
2005年10月1日、つくばエクスプレスの開通による、さらなる顧客とマーケットの拡大を見込み、既設部分と渡り廊下でつなぎ、2階建ての「アイランド」が増床オープンした。
「ららぽーと」「ララガーデン」など、三井不動産グループの「らら」（ララ、LaLa）を冠する商業施設では基本的には共通のブランドロゴを用いているが、当施設では開業当初から2022年の閉業まで独自のロゴマークを用いていた。
20年間の定期借地契約が2023年春で満了するため、2022年10月16日に閉店すると発表。そして、その発表通りに閉店し、18年の歴史にピリオドを打った。閉店後は、施設を取り壊し更地にしたうえで地権者に返還した。
2025年4月に、「フォルテつくば」として、跡地に新たにショッピングセンターがオープンした（施設管理者は合同会社SKANコーポレーション）。主なテナントはカインズ・ベルク・セリア・パシオス・クリエイト。

## 閉店時の主なテナント
- スギ薬局
- ユニクロ
- ザ・ダイソー
- アカチャンホンポ
- パシオス
- TSUTAYA

### 施設閉店前に撤退したテナント
- タワーレコード - 2013年に「TOWERmini / TOWERanime」としてリニューアルしたが、2016年2月閉店。
- くまざわ書店
- 東明館

## 交通
「小池」バス停留所前。松代方面行きの乗降場前が徒歩入口となっている。
センター地区から続くロードサイド店舗集積地であり、デパートの西武（当時）方面からの徒歩利用も見られた。
- 路線バス

つくば駅のつくばセンターバス停留所より数分「小池」バス停留所下車
- 4番乗り場より：関東鉄道松代循環、牛久駅行き
- 2番乗り場より：つくバス南部シャトル